# Wageningsche Studenten Schietvereniging "Transvaal"
De Wageningsche Studenten Schietvereniging "Transvaal" (kortweg W.S.S. Transvaal) is een Nederlandse studentenweerbaarheid die onderdeel uitmaakt van W.S.V. Ceres. Het moederregiment van W.S.S. Transvaal is Regiment Infanterie Oranje Gelderland, ook wel genoemd: 45 Pantserinfanteriebataljon Regiment Infanterie Oranje Gelderland (45 Painfbat RIOG).
In 2015 bestond Transvaal uit 90 leden, waarvan 20% vrouw; de vrouwelijke leden konden tot 2015 geen bestuursfuncties bekleden.

## Geschiedenis

### Oprichting
Waarschijnlijk waren het studenten van de studierichting koloniale bosbouw die op 30 januari 1900 de Schietvereniging Transvaal hebben opgericht in Wageningen. De Tweede Boerenoorlog die in 1899 begon met een Engelse invasie van Transvaal, bracht een gevoel van verwantschap met de Afrikaanstalige Boeren. Deze strijd, in combinatie met sterke verontwaardiging over de Engelse concentratiekampen en een drang naar avontuur, was de aanleiding voor het oprichten van een studentenweerbaarheid. Op 14 oktober 1905 werd de Schietvereniging “Transvaal” erkend als ondervereniging van de Landbouw-Sociëteit “Ceres”.

### Eerste Wereldoorlog
In juli 1914 brak de Eerste Wereldoorlog uit in Europa. Aanvankelijk werden slechts enkele leden van de Wageningse weerbaarheid voor de mobilisatie opgeroepen, maar dit werd wel het begin van een achteruitgang van het verenigingsleven. Het tijdelijke einde van vereniging Transvaal kwam na een schrijven van de Territoriaal Bevelhebber van Overijssel in 1915. Hierin werd medegedeeld dat verstrekking van wapens en munitie van regeringswege niet meer mogelijk was, in verband met de mobilisatie. Door gebrek aan geweren kon er in die tijden niet meer worden geschoten door leden van Transvaal. De schietvereniging werd circa 1917 opgeheven.

### Na de Tweede Wereldoorlog
Op initiatief van ing. H.M.A. (Han) Los (1919-2011) werd de WSS Transvaal op 30 januari 1946 heropgericht. De nieuwe vereniging rustte wat haar statuten en huishoudelijk reglement betrof nog voor een groot deel op de vooroorlogse schietvereniging Transvaal.

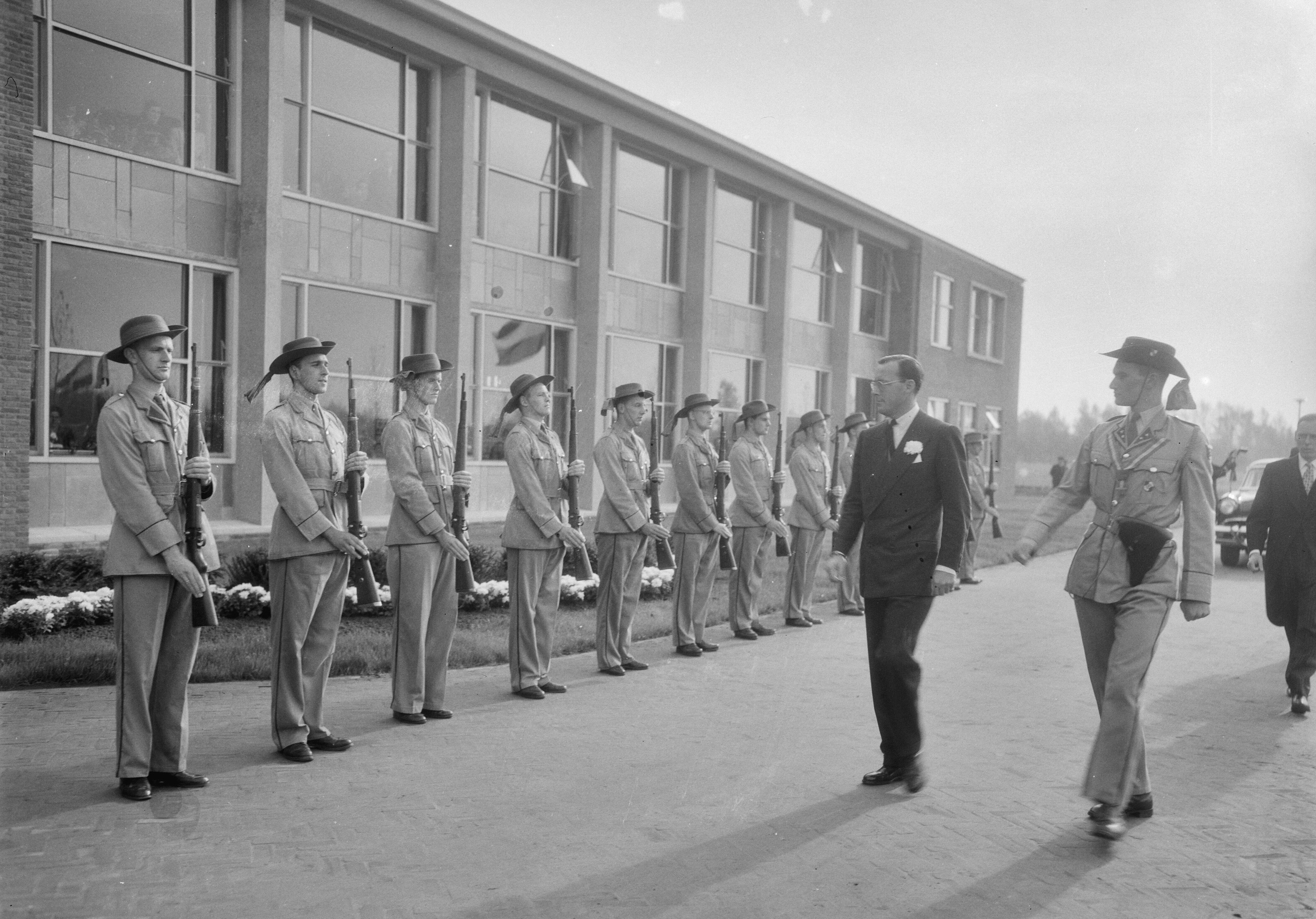
Prins Bernhard inspecteert erewacht van W.S.S. Transvaal bij de opening van een nieuw gebouwencomplex in Wageningen (1954)

In de naoorlogse periode was er een overvloed aan Engels en Amerikaans militair materiaal in Nederland, en daardoor kwam de vereniging in het bezit van Stenguns, Lee-Enfield geweren en verschillende pistolen met munitie. Ook bezat men een vooroorlogse Nederlandse karabijn.
Daarnaast verwierf de vereniging voldoende kaki-uniformen om een peloton te kleden. De politie in Wageningen beschikte toen slechts over één pistool, maar had wel een schietbaan en al gauw vonden Transvaal en politie elkaar en gingen gezamenlijk schieten. Dit vormde de basis voor een nog immer goede verstandhouding. Op 8 november 1946 werd er een contract met het bestuur van de studentenvereniging Ceres gesloten, waarin Transvaal de status van corpsvereniging kreeg.
Transvaal verzocht prins Bernhard het beschermheerschap te aanvaarden. Prins Bernhard, ook beschermheer van de andere studentenweerbaarheden, reageerde positief en was vanaf 23 oktober 1947 aan Transvaal verbonden als beschermheer. In juni van datzelfde jaar werd Transvaal erkend als vereniging.
In maart 1949 vond een inspectie van de erewacht plaats door de Canadese generaal Foulkes. De generaal werd toen tot ereburger van der gemeente Wageningen benoemd. Generaal Foulkes is in Wageningen vooral bekend voor zijn bijdrage aan de onderhandelingen over de Duitse capitulatie aan het einde van de Tweede Wereldoorlog; deze onderhandelingen vonden plaats in Hotel de Wereld in Wageningen. De capitulatie werd op 5 mei 1945 in aanwezigheid van Prins Bernhard door Foulkes en de Duitse generaal Johannes Blaskowitz getekend.

### 16e lustrum
Ter gelegenheid van het 16e lustrum van Transvaal, op 30 januari 1980, werd een feest georganiseerd. In de voortuin waren door de moedereenheid het Korps Rijdende Artillerie, twee houwitsers opgesteld waardoor het zowel letterlijk als figuurlijk een knallend feest werd. Bij het gelijktijdig vuren van beide houwitsers sneuvelden veel ruiten op de Generaal Foulkesweg. De senaat van Ceres, op dat moment op wintersport, kreeg de mededeling dat “heel Wageningen op z’n kop stond” en dat er op de Generaal Foulkesweg “geen ruit meer in de sponning zat”. De volgende dag waren alle kapotte ruiten vervangen en hadden de getroffenen een attentie van de vereniging gekregen. Ceres kwam hierdoor echter negatief in de publiciteit, niet alleen in Wageningen, maar zelfs in de Tweede Kamer, toen het Wageningse PvdA-Kamerlid C.A. van de Anker Kamervragen aan de Minister van Defensie stelde.

## Moederregiment
Na de Tweede Wereldoorlog werden alle studentenweerbaarheden gekoppeld aan een eenheid van de Koninklijke Landmacht, het ‘moederregiment’. De W.S.S. Transvaal werd verbonden aan de Gele Rijders, de 11e Afdeling Rijdende Artillerie in Arnhem.
Door veranderende omstandigheden binnen Defensie, onder andere de verhuizing van de Gele Rijders in 1999 van Arnhem naar 't Harde, wijzigde in 2006(?) de moedereenheid, en werd de W.S.S. Transvaal ondergebracht bij het 45e pantserinfanterie bataljon Regiment Infanterie Oranje Gelderland (45 Painfbat RIOG) in Ermelo.. Ook oefent Transvaal samen met 10 NatresBat, dat evenals 45 Painfbat onder de 43e Gemechaniseerde Brigade (43 Mechbrig) valt.
Om de banden tussen Transvaal en Defensie te onderhouden, worden er samen activiteiten georganiseerd, waaronder (schiet)oefeningen en integratieborrels.

## Recente activiteiten
De contacten met het leger zijn zeer uitgebreid. Leden van Transvaal kunnen bij de Landmacht een schietopleiding volgen met de semi automatische wapens die het leger ook gebruikt. Ook heeft Transvaal deelgenomen aan verschillende militaire manoeuvres in Duitsland en aan een oefening van de Gele Rijders op de Lüneburger Heide. Transvaal neemt verder actief deel aan landelijke evenementen zoals Prinsjesdag, het 5-mei defilé en de Vierdaagse van Nijmegen. Daarnaast heeft de vereniging een sociale functie voor leden en oud-leden.

## Ceremonieel tenue

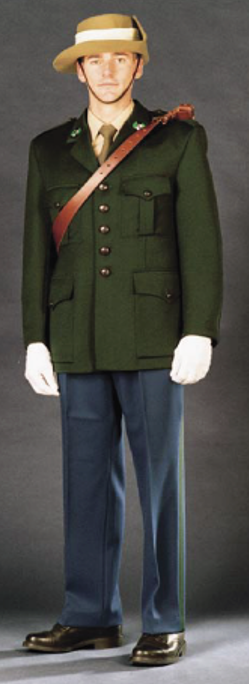
Het Ceremoniële Tenue van de Wageningsche Studenten Schietvereniging "Transvaal".

Het ceremoniële tenue van de vereniging is geïnspireerd op de kleding die de Zuid-Afrikaanse boeren droegen tijdens de Boerenoorlogen (Eerste Boerenoorlog (1880-1881); Tweede Boerenoorlog (1899-1902)).

### Samenstelling ceremonieel tenue
Hoofddeksel
Het hoofddeksel is een typische breedgerande Transvaalse boerenhoed. De van oorsprong Nederlandse boeren droegen dit hoofddeksel tijdens de gevechten met de Engelsen tijdens de Boerenoorlogen. De linkerzijde van de rand van de beige hoed is omhoog gevouwen en vastgezet en voorzien van het embleem van de weerbaarheid. De rand wordt omhoog gevouwen zodat hij niet in de weg zit als een geweer aan of over de schouder gedragen wordt. Om de hoed zit een lichtbeige hoedband. De hoed is voorzien van een smalle bruine lederen kinband.:p129/130
Jas
De donkergroene jas met liggende kraag en aflopende revers is voorzien van twee opgestikte borstzakken en twee opgestikte heupzakken. De zakken met een klep in de vorm van een accolade worden gesloten met een kleine bronskleurige knoop. De jas wordt gesloten met één rij van vijf bronskleurige knopen. Op de revers is het wapen van de weerbaarheid genaaid. Dit wapen bestaat uit een roos en de traditionele Transvaalse boerenhoed. Onder de jas wordt een beige (‘unikhaki’) overhemd met donkerbeige (‘khaki’) stropdas gedragen.:p129/130 Soms wordt in plaats van de khaki stropdas de donkergroene Ceres-corpsdas gedragen.
Broek
De ‘nassau blauwe’ broek is voorzien van een 20mm brede donkergroene bies over de lengte.:p129/130
Lederwerk
Over de linkerschouder wordt een bruin lederen bandelier met aan de voorzijde vijf bruine lederen patroontassen gedragen zoals de Afrikaner boeren ook droegen.:p129/130
Schoeisel
De studenten dragen zwarte schoenen.:p129/130
Handschoenen
Eenieder draagt wit katoenen handschoenen.:p129/130

#### Detachementscommandant
De detachementcommandant draagt bovendien een wandelsabel en een oranje bandsjerp met twee oranje kwasten van franje. De kwasten worden gedragen aan de linkerzijde, juist vóór de bies van de broek. Ook draagt de detachementscommandant een gouden schoudersnoer met drie gouden torsades

## Baretembleem

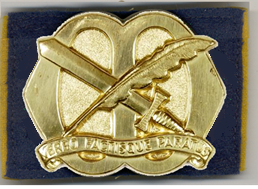
W.S.S. Transvaal Baretembleem tot 2006

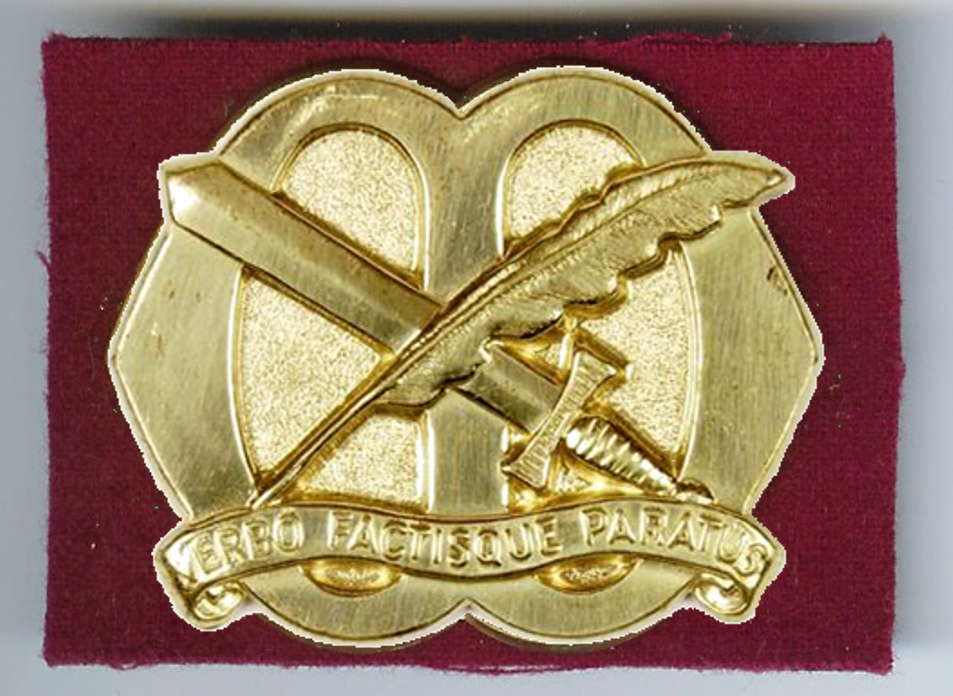
W.S.S. Transvaal Baretembleem sinds 2006

Bij het militaire werktenue dragen de leden van Transvaal een baret (tot 2005 een bruine, en sindsdien een 'petrol' (soort blauwgroen)) met het baretembleem van de studentenweerbaarheden. Het baretembleem van de studentenweerbaarheden is geen officieel KL-embleem, maar het is wel geheel in de stijl van de naoorlogse baretemblemen van de KL.
Op het embleem staan een romeins zwaard en een ganzenveer gekruist afgebeeld. Het zwaard staat voor strijd en de weerbaarheid van Nederland, de ganzenveer staat voor de wetenschap. Beneden het zwaard en de veer staat op een banderol de zinspreuk van de studentenweerbaarheden vermeld: verbo factisque paratus. Dit betekent "in woord en daad paraat". :p55
Oorspronkelijk droegen alle studentenweerbaarheden het embleem op een donkerblauwe laken ondergrond van 4,8 cm bij 7 cm met verschillend geleurde biezen van ±2 mm breed. De biezen van Transvaal waren bruin. Later werd het embleem gedragen op een ondergrond in de kleuren van het moederregiment. Voor W.S.S. Transvaal was dat een donkerblauwe ondergrond met gele biezen; de kleuren van het Korps Rijdende Artillerie. Sinds 2006(?) wordt dezelfde rode achtergrond gedragen die de militairen van de huidige moedereenheid, 45 Painfbat RIOG, dragen.